# 澳門老牌車厘哥夫

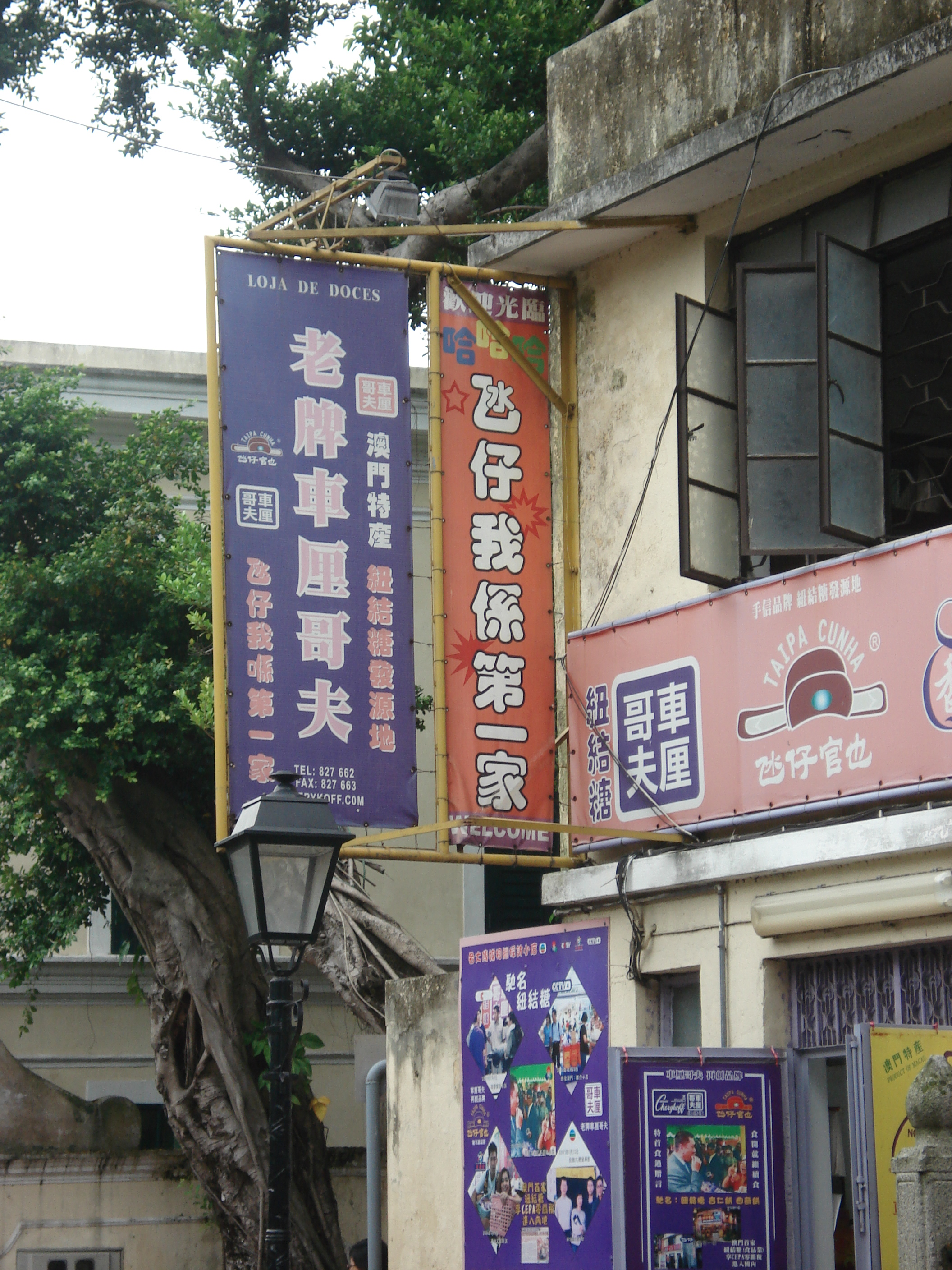
澳門老牌車厘哥夫的店面

老牌車厘哥夫紐結糖專賣店創於澳門，主要售賣產品為紐結糖，而紐結糖則是俄羅斯傳統小食，由於公司制造出新合港澳人口味的手信特產，因此成為了澳門特式手信之一。

## 爭議
近年市場上出現大量名為“正牌車釐哥夫”之翻版貨充斥市場，因此老牌車厘哥夫於2005年申請品牌專利，並於包裝上印上“品牌由我創　認定紫色裝”之口號以辦正貨，並以紫色之包裝袋為標記；但此舉成效不大，因翻版商品以相同之顏色及包裝充斥市場，因此設立新標商“氹仔官也”以作獨家紐結糖及糖餅之新品牌，而且重新包裝。同時也於中國、香港、澳門及其他東南亞國家申請了這個品牌。